# 대한민국 여자 야구 국가대표팀
대한민국 여자 야구 국가대표팀은 대한민국의 여자 야구 대표팀이다.

## 대회 기록

### 여자 야구 월드컵성적
| 연도 | 개최지                 | 참여국 |   | 조 | 순위 | 승 | 패                             |  | 최종 성적 |
| 2004 | 캐나다 에드먼턴        | 5개국  | . | .  | .    | .  | 불참                           |  |           |
| 2006 | 중화 타이베이 타이베이 | 7개국  | . | .  | .    | .  | 불참                           |  |           |
| 2008 | 일본 마쓰야마          | 8개국  | . | 6  | 2    | 3  | .                              |  |           |
| 2010 | 베네수엘라 마라카이보  | 10개국 | . | 9  | 2    | 6  | .                              |  |           |
| 2012 | 캐나다 에드먼턴        | 8개국  | . | .  | .    | .  | 불참                           |  |           |
| 2014 | 일본 미야자키          | 8개국  | . | .  | .    | .  | 불참                           |  |           |
| 2016 | 대한민국 부산          | 12개국 | . | 6  | 2    | 5  | 슈퍼 라운드                    |  |           |
| 2018 | 미국 플로리다          | 12개국 | A | 5  | 1    | 4  | 콘솔레이션 라운드 최종 2승 6패 |  |           |

### 여자 야구 아시안컵성적
| 연도 | 개최지 | 참여국 |   | 전 | 승 | 패  |  | 최종 성적 |
| 2017 | 홍콩   | 6개국  | 5 | 3  | 2  | 3위 |  |           |
| 2019 | 중국   | 8개국  | 5 | 3  | 2  | 5위 |  |           |
| 2023 | 홍콩   | 12개국 | 6 | 4  | 2  | 3위 |  |           |

로